# Isabelle Eberhardt
Pour le film, voir Isabelle Eberhardt (film).
Pour les articles homonymes, voir Eberhardt.
Isabelle Wilhelmine Marie Eberhardt, également Si Mahmoud ou Mahoud Saadi née le 17 février 1877 à Genève et morte le 21 octobre 1904 à Aïn-Sefra, en Algérie, est une exploratrice, journaliste et écrivaine née suisse de parents d'origine russe, et devenue française par son mariage.
Elle est élevée entre Meyrin et Vernier par son précepteur Alexandre Trofinovski, un ancien moujik qui vit en concubinage avec sa mère et professe des vues tolstoïennes et anarchistes et est influencé par les idées de Rousseau sur l'éducation des enfants. Érudite, elle apprend aussi bien le russe, le français, l'arabe, l'allemand, le grec et le latin, et monte admirablement bien à cheval. Isabelle Eberhardt fréquente les milieux turcs et anarchistes de Genève dans sa jeunesse et s'habille avec des habits masculins pour pouvoir être libre d'aller et venir comme elle le souhaite. Manifestant très tôt un goût pour la littérature, l'Algérie et l'Islam, elle se convertit à cette religion dans la branche soufie lorsqu'elle et sa mère partent vivre à Bône en Algérie. Vivant librement ses relations sexuelles et parcourant le Sahara sous l'identité de Si Mahmoud, cavalier et érudit, elle publie des articles et des livres sur le monde qu'elle découvre au Sahara, critiquant fortement les autorités coloniales et s'attirant leur méfiance. Victime d'une tentative d'assassinat en 1901, elle est expulsée d'Algérie. Elle épouse Slimane Ehnni, musulman de nationalité française, sous-officier de spahis et fils d'un inspecteur de police, le 17 octobre 1901. Devenue française par ce mariage, elle peut désormais résider en Algérie.
Elle a passé, avec quelques intermittences, les sept dernières années de sa vie (1897-1904) dans « son » Orient : le Sud algérien.
Elle meurt le 21 octobre 1904, à Aïn Sefra dans la crue d'un oued. Le maréchal Lyautey fait rechercher son corps et ses manuscrits durant plusieurs jours, conscient de la valeur littéraire de ses textes. Elle est inhumée dans le petit cimetière musulman Sidi Boudjemaâ à Aïn Sefra.
Victor Barrucand, qui a publié les reportages d'Isabelle Eberhardt du vivant de celle-ci, édite l'œuvre littéraire après sa mort accidentelle.

## Biographie

### Enfance
Isabelle Wilhelmine Marie Eberhardt naît le 17 février 1877 à la petite villa Fendt à Genève dans le quartier populaire des Grottes,. Sa mère, Natalia de Moerder (née Natalia Nicolaïevna Eberhardt), est issue de la noblesse russe d'origine allemande, son père est inconnu, mais il est probable que ce soit Alexandre Trofinovski. Cette hypothèse semble confirmée par le fait qu’on a retrouvé la signature d’un certain « Eberhardt, Ali, section de St Imier », parmi d’autres personnalités telles que Bakounine, dans la première charte jurassienne de l’anarchisme, publiée le 15 septembre 1872.

#### Natalia de Moerder
Natalia Nicolaïevna Eberhardt naît à Saint-Petersbourg en 1838. Son père est conseiller de collège meurt et la mère de Natalia se remarie avec le baron Korff. En 1858, ce dernier arrange son mariage avec le sénateur Pavel Karlovitch de Moerder agé de 61 ans, veuf et qui a déjà trois enfants. La famille du général Moerder est issue de la noblesse et produit des officiers à l'armée de génération en génération, loyaux au Tsar, passionnés de chevaux mais dépourvus de domaines. Le sens du devoir envers l'armée est imprégnée et les incartades par plaisir personnel très mal vues. Les fils du général, notamment Nicolas se montreront fidèles à ce sens du devoir aristocrate.
Natalia Moerder à l'âge de 20 ans se retrouve responsable des trois enfants Sofia âgée de 13, Alexandra âgée de 6 ans et Constantin âgé de 6 mois. Elle est rapidement éreintée par la situation. Sur le plan sexuel, son éducation ne l'a pas préparée. Les seuls moments de répits sont constitués par les séjours à la banlieue impériale de Pavlosk. Elle accouche d'Elizabeth en 1859, d'Olga en 1861, Nicolas en 1864, Natalia en 1865, Vladimir en 1868 et d'Augustin en 1871, se retrouvant avec 9 enfants à éduquer à l'âge de 30 ans. Elle est épuisée et reste alitée. En 1871, suivant les avis des médecins qui recommandent le repos pour Natalia, le couple décide de partir pour la Suisse afin de favoriser son rétablissement. Ils laissent Olga, Alexandra, Sofia et Elizabeth en Russie et emmènent les autres avec eux. Pour l'éducation des garçons, Pavel de Moerder fait appel à Alexandre Trofinovski, un moujik agé de 45 ans qu'il a rencontré en Ukraine et qui les accompagne.

#### Alexandre Trofinovski

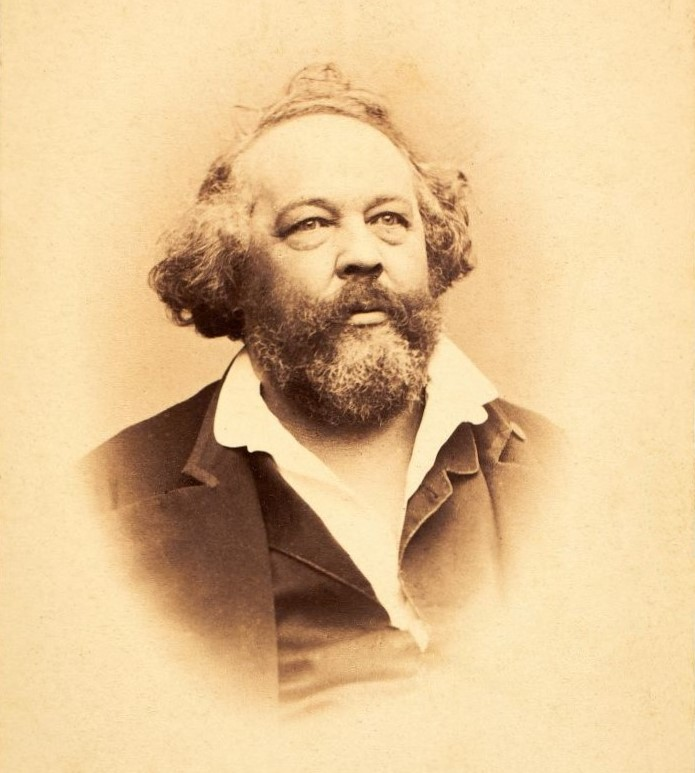
Mikhaël Bakounine. Alexandre Trofinovski était l'ami de Bakounine.

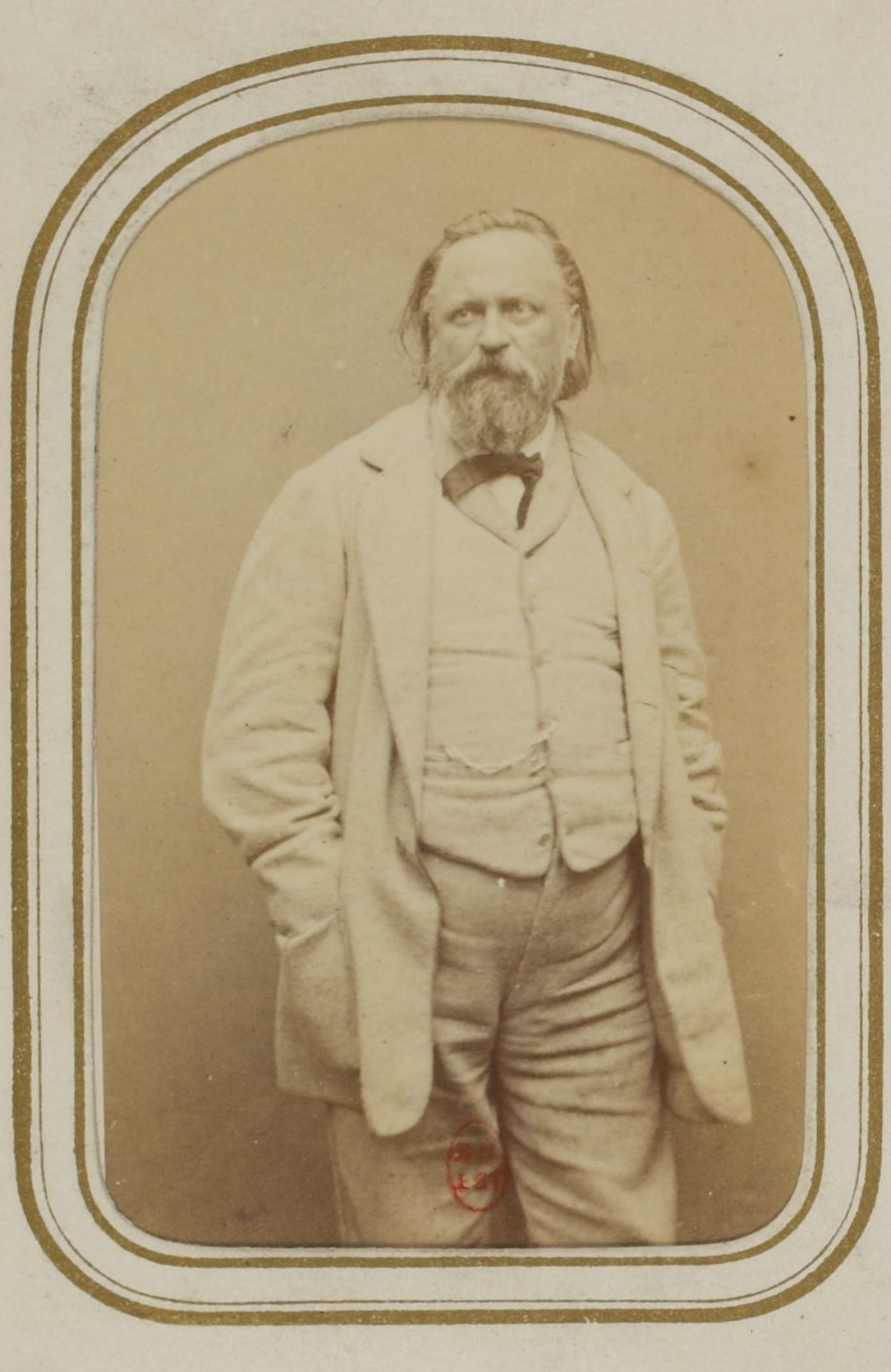
Alexandre Herzen

La famille s'installe au Chatelard à Montreux. Natalia tombe enceinte et Pavel de Moerder repart en Russie en septembre 1871, son congé ayant pris fin. Alexandre Trofinovski reste pour l'aider et se rend indispensable : il s'occupe non seulement de l'éducation des garçons comme des filles, mais des finances et rassure Natalia. Né en Arménie, ancien prêtre orthodoxe devenu anarchiste et de pensée tolstoienne, le précepteur des enfants est proche des idées de Herzen et Bakounine (qui est devenu son ami), anarchiste et nihiliste, il s'est élevé de sa condition de moujik en rejoignant le petit séminaire, où malgré les mauvais traitements, il a appris le grec et le latin ainsi que le russe et l'allemand. Trofinovski admirait beaucoup Tolstoï et était passionné de botanique, notamment de cactus.

#### Éducation à la villa Neuve
Isabelle naît en 1877. Son père biologique est certainement Trofinovski, amant de sa mère.
Elle grandit dans « la villa Neuve » aujourd'hui à Vernier mais à l'époque la villa n'est ni dans le village de Meyrin ni dans le village de Vernier. La maison est renommée Casa Bamba pendant le séjour de la famille. La famille considérée comme hors norme est surveillée étroitement par la police genevoise,. Elle reçoit une éducation avant-gardiste polyglotte qui lui permet de communiquer en russe, en italien, en allemand, en français, en arabe et en turc. Avec Augustin, le « frère chéri », selon une de ses biographes, Edmonde Charles-Roux, elle partage dès l'adolescence un rêve d'Orient qui ne la quittera plus[réf. souhaitée].
À l'âge de 18 ans, elle écrit sa première nouvelle : Infernalia : Volupté sépulcrale. Elle publie cette nouvelle dans la Nouvelle Revue Moderne du 15 septembre 1895 et sous le pseudonyme Nicolas Podolinsky.

### Premier voyage en Algérie: Bône
Elle s'installe en 1897 en Algérie à Annaba (Bône) avec sa mère, qui préfère habiter les quartiers algériens plutôt que les quartiers européens qu'elle déteste. Elle a eu durant son séjour bônois une relation avec Mohamed Khodja et commence à être attirée par la religion musulmane avant de finir par se convertir à l'islam.

Isabelle et sa mère Natalia rencontrent Ahmed, un jeune Kabyle, qu'elles décident d'héberger dans la maison qu'elles occupent rue Moreau à Annaba suscitant l'ire de leur logeur, un photographe français. Elles déménagent alors dans les quartiers arabes, ne supportant plus l'étroitesse d'esprit des colons européens de leur quartier.

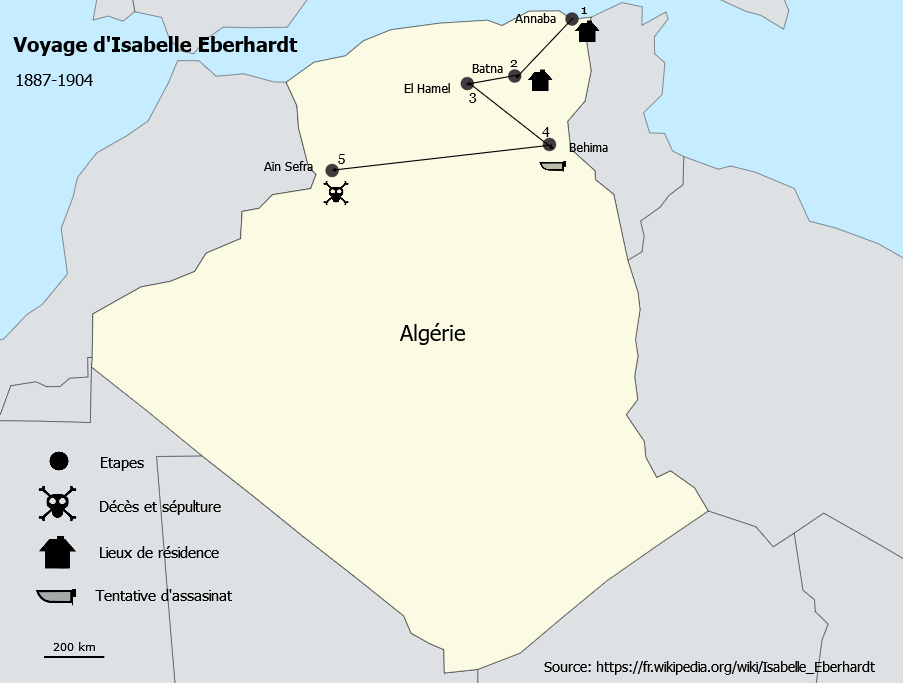
Voyage Isabelle Eberhardt (1887-1904)

Aux côtés des Algériens, elle décide de vivre comme une musulmane et s'habille en homme algérien. Elle s'installe tout d'abord à Batna dans les Aurès en 1899.
Isabelle Eberhardt se rapproche de Lalla Zaynab, une mystique soufie à laquelle elle rend visite à plusieurs reprises à El Hamel, ce qui inquiète les autorités coloniales françaises,.

### Rencontre avec Slimane Ehnni

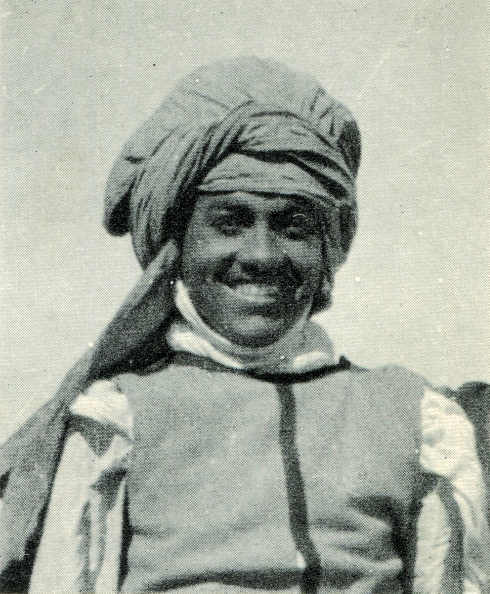
Slimane Ehnni.

Après la mort de sa mère, elle vit plusieurs mois en nomade entre Batna, Bni Mzab et Oued Souf et rencontre Slimane Ehnni, musulman de nationalité française, sous-officier de spahis et fils d'un inspecteur de police, soupçonné d'exercer des activités d'espionnage. Ses écrits de plus en plus critiques vis-à-vis du système colonial et son mode de vie – elle boit, fume du kif, a une vie sentimentale et sexuelle libre – lui valent le courroux des autorités. « Vêtue en homme, voyageant seule et affrontant chaque jour l’immense bêtise coloniale, elle va errer à travers un Maghreb déjà promis au drame », écrit sa biographe Edmonde Charles-Roux.

### Tentative d'assassinat
Lors d'un passage par le village de Behima (actuellement Hassani Abdelkrim) accompagnant Si El Hachemi, chef religieux de la confrérie Qadiriyya, elle est victime d'une tentative d'assassinat le 29 janvier 1901 orchestrée par une confrérie soufie opposée à la sienne. Elle est expulsée d'Algérie par les autorités coloniales françaises en septembre. Le 17 octobre de la même année, elle épouse Slimane à Marseille, et obtient ainsi la nationalité française.

### Reportage de guerre

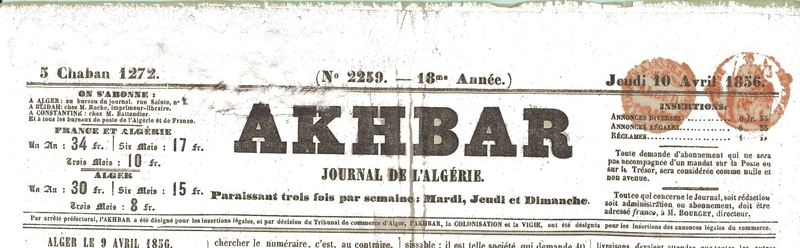
Le journal Ahkbar où contribue Isabelle Eberhardt.

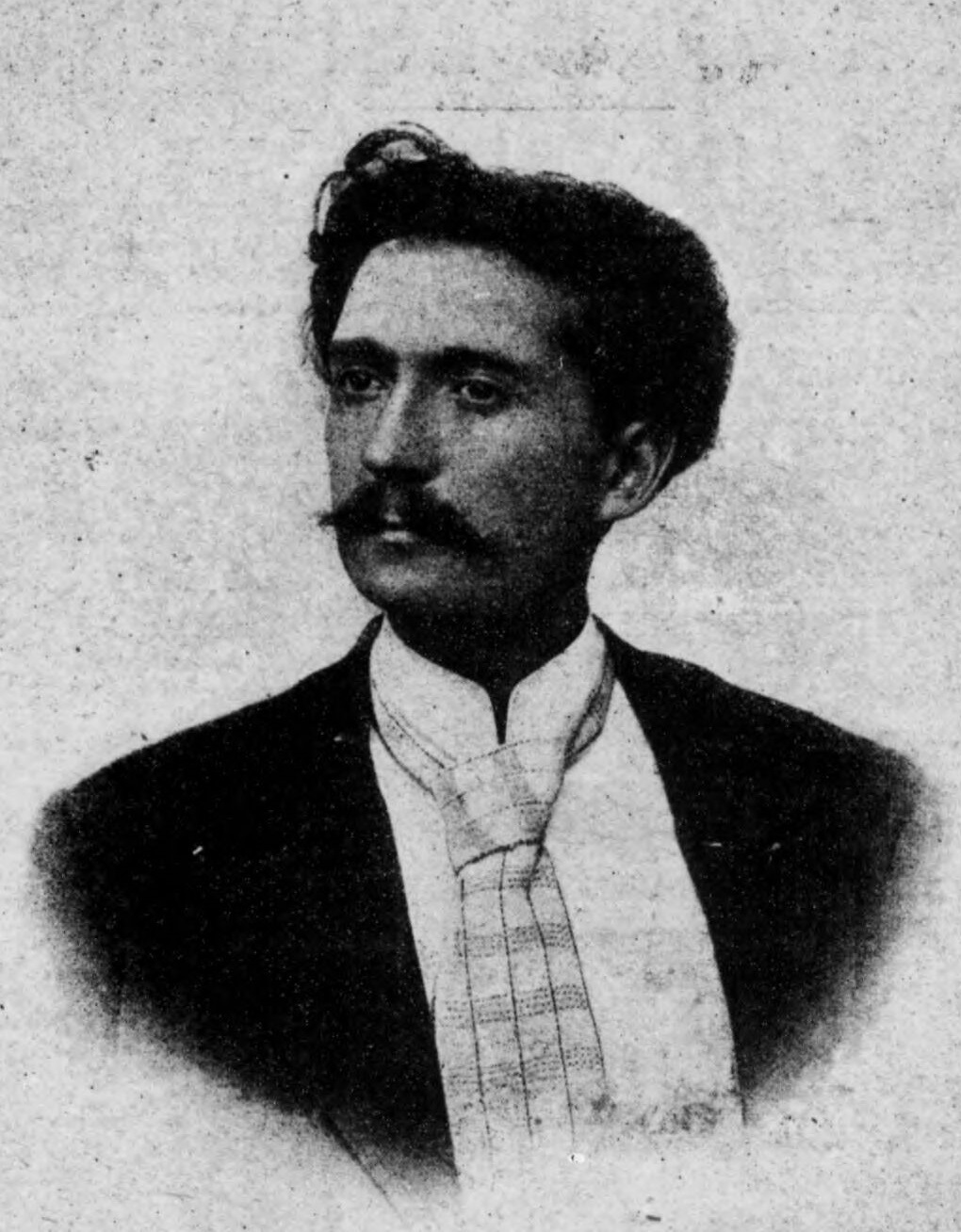
Victor Barrucand

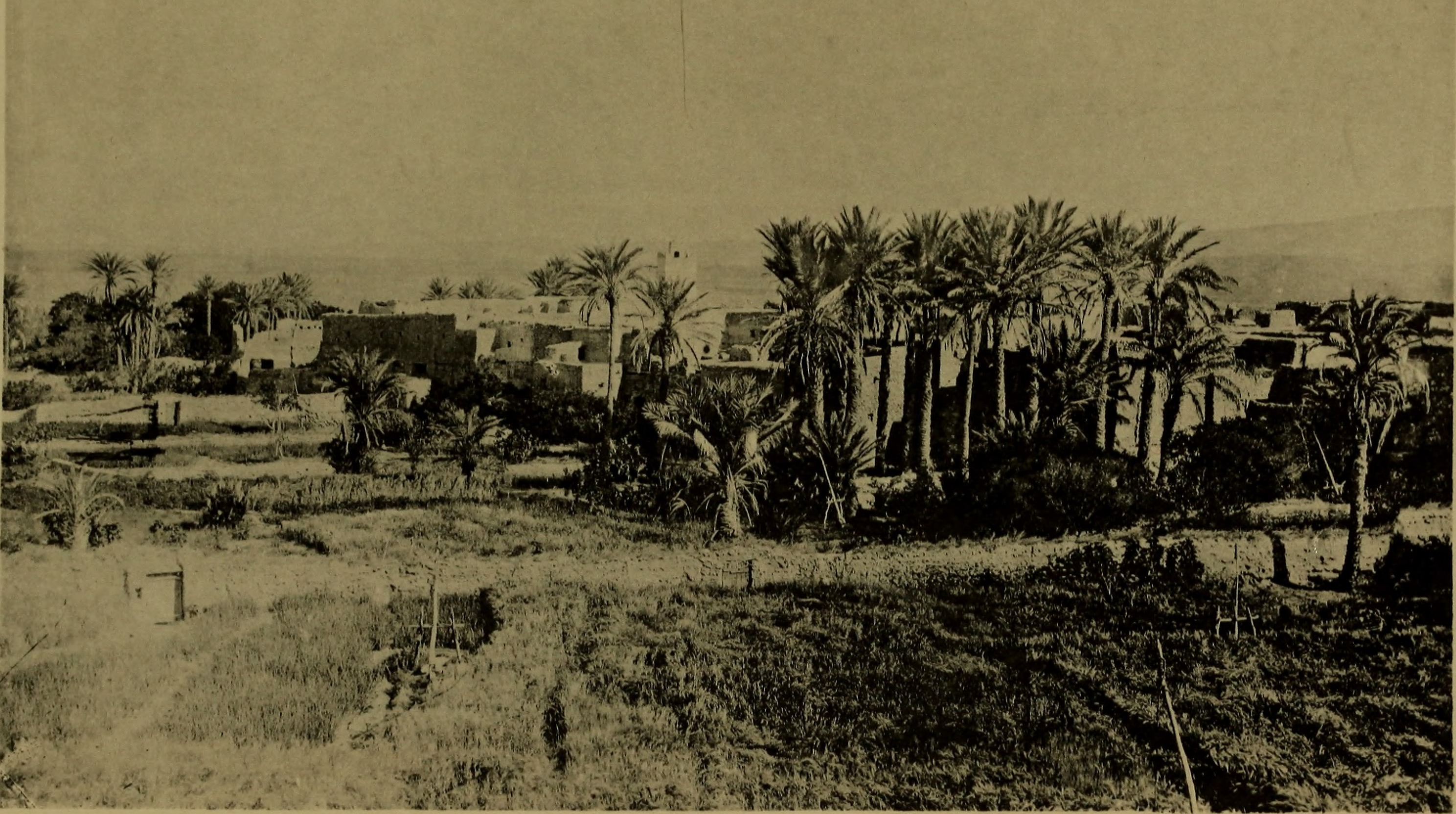
Oasis de Aïn Sefra en 1902.

Son mariage lui permet de revenir en Algérie, où elle collabore au journal arabophile Akhbar dirigé par Victor Barrucand. Depuis l'arrivée de Barrucand, ce journal jadis conservateur et devenu républicain radical a adopté une ligne éditoriale « arabophile », favorable à l'extension des droits des indigènes musulmans jusqu'à l'égalité civique entre ces derniers et les colons.
Elle est envoyée à Aïn Sefra comme reporter de guerre pendant les troubles près de la frontière marocaine. Elle côtoie Maxime Noiré qu'elle qualifie de « peintre des horizons en feu et des amandiers en pleurs ». En novembre 1903, à Beni Ounif, elle fait la connaissance du général Lyautey qui apprécie sa compréhension de l'Afrique et son sens de la liberté, disant d'elle : « elle était ce qui m’attire le plus au monde : une réfractaire. Trouver quelqu’un qui est vraiment soi, qui est hors de tout préjugé, de toute inféodation, de tout cliché et qui passe à travers la vie, aussi libérée de tout que l’oiseau dans l’espace, quel régal ! ».

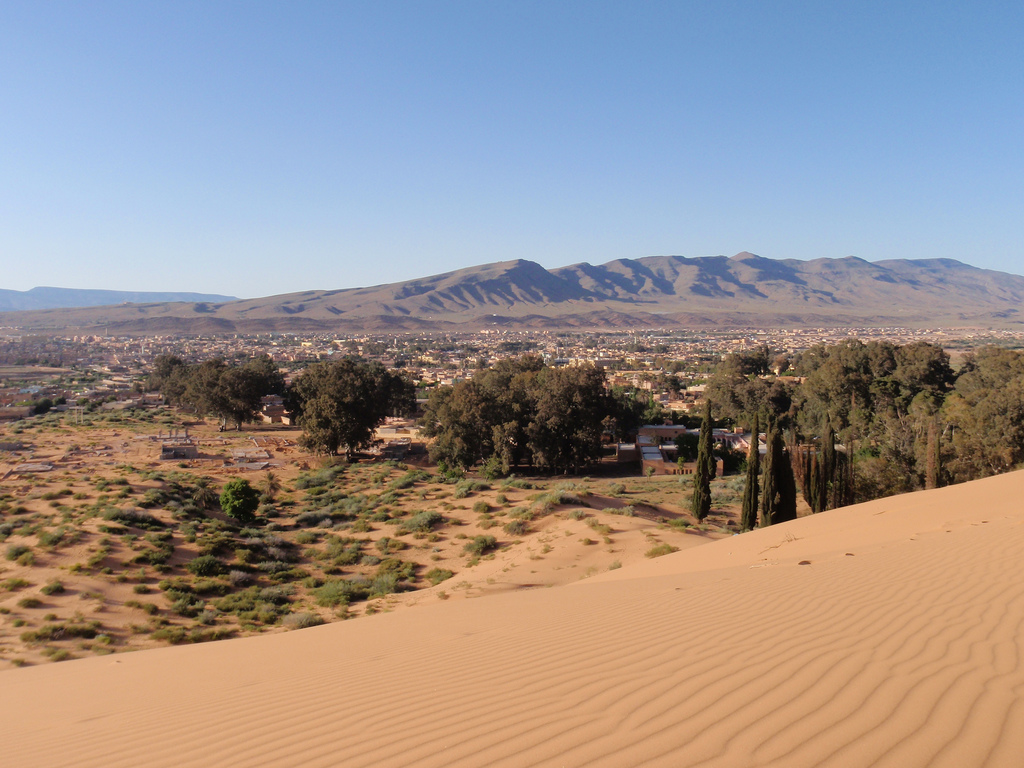
Vue d Ain Sefra, Algérie en 2010.

### Mort à Aïn Sefra
Le 21 octobre 1904, à Aïn Sefra, l'oued se transforme en torrent furieux et la ville basse, où elle résidait seulement depuis la veille — après une hospitalisation d'un mois pour cause de paludisme dans l'hôpital situé sur les hauteurs de la localité —, est en partie submergée. Slimane est retrouvé vivant, mais Isabelle périt dans la maison effondrée, et son corps n'y est retrouvé que le 27 octobre. Elle repose dans le petit cimetière musulman Sidi Boudjemaâ à Aïn Sefra. Son époux, Slimane Ehnni, meurt en 1907.
Ses récits ont été publiés après sa mort et présentent la réalité quotidienne de la société algérienne au temps de la colonisation française. Ses carnets de voyage et ses journaliers rassemblent ses impressions de voyage nomade dans le Sahara. Certains de ses écrits ont été publiés sous les pseudonymes Nicolas Podolinsky ou Mahmoud Saadi.
La maison de l’écrivaine, située à Zmala, quartier populaire de la ville de Batna, juste en face du Sidi Merzoug où elle a habité après le décès de son père et le suicide de son frère et dans laquelle elle a composé quelques-unes de ses œuvres, est transformée en dépotoir. C'est la raison pour laquelle des Batnéens tentent de se rassembler pour sauver ce patrimoine algérien et européen,,.

## Œuvres

### Amours nomades

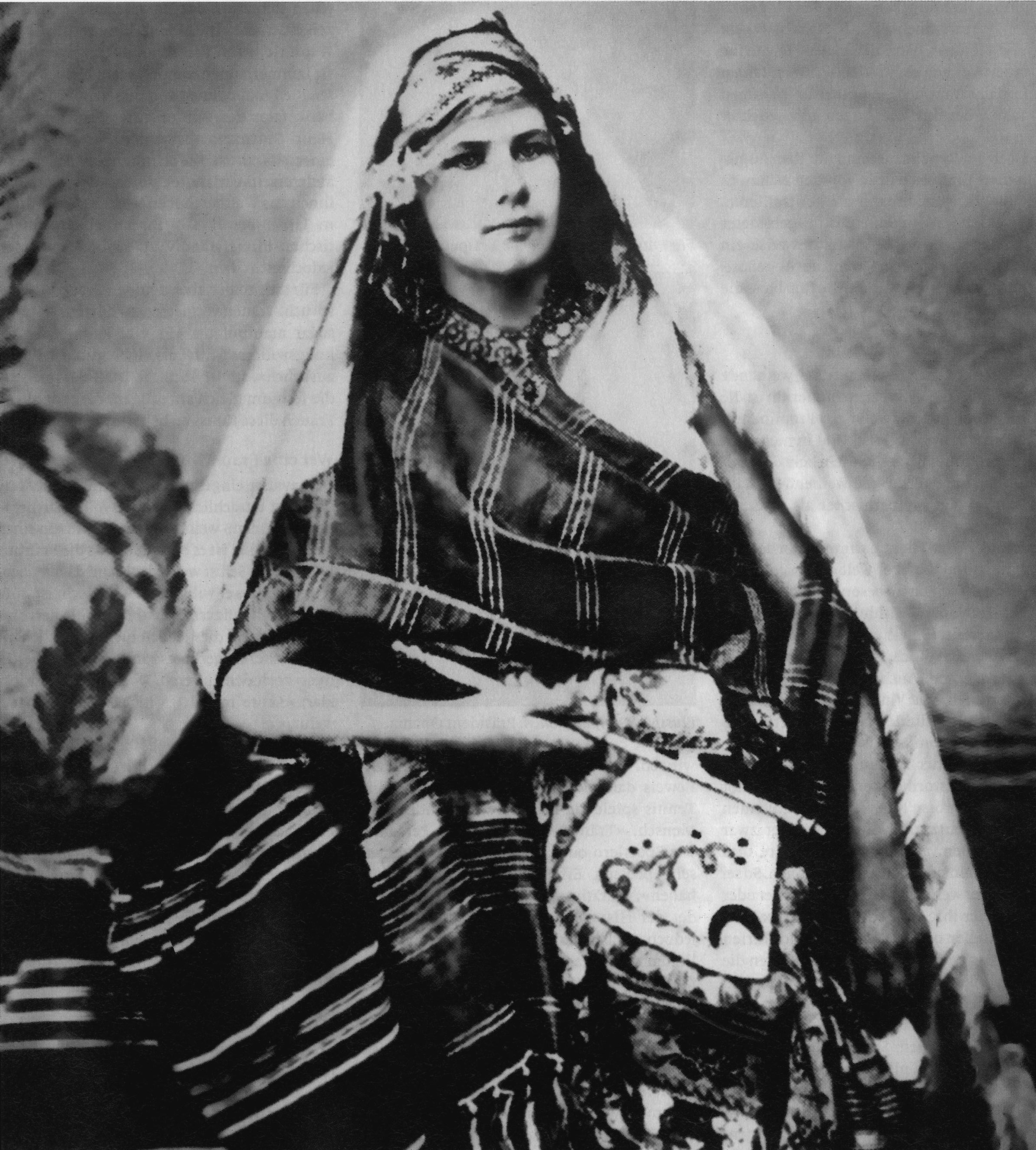
Isabelle Eberhardt en tenue berbère, vers 1900.

Amours nomades est un recueil de 12 nouvelles écrites entre 1900 et 1904 et éditées par Marie Odile Delacour et Jean René Huleu à partir d'archives conservées à Aix-en-Provence. Le recueil est publié en 2003 aux éditions Joëlle Losfeld.
Le recueil débute par la nouvelle Amara le forçat. Cette nouvelle raconte l’histoire d’Amara. L’autrice Isabelle Eberhardt le rencontre sur un bateau à destination de l’Algérie. Elle se rend alors à Constantine pour assister au jugement d’un homme qui a tenté de l’assassiner. De son côté, Amara a été condamné à 8 ans de prison parce qu'il a assassiné un homme qui lui avait volé sa jument. Originaire du douar des Ouled Ali, sa famille a beaucoup de troupeaux, des chevaux et des champs qu’ils ensemencent d’orge et de blé. Comme il est fils unique, son père lui donne une jument, Mabrouka. Un jour, sa jument disparaît et il découvre qu’elle a été volée par un berger d’Ouled Hassene. Puis, Amara découvre que la jument a été égorgée par le voleur. Il décide alors de tuer ce dernier. Après le meurtre, il s’enfuit mais est retrouvé par les gendarmes et les juges qui le condamnent à 8 ans de prison. Il échappe à la peine de mort en raison de sa jeunesse. Lorsqu'il raconte son histoire à Isabelle Eberhardt, il est désormais libre et sur le chemin du retour dans son village.
La nouvelle suivante est Zaouïa. L’histoire a lieu à la zaouïa Sidi Abd er Rahman qui était un établissement religieux à Alger. L’auteure Isabelle Eberhardt avait l’habitude de venir à la zaouia à l’heure de la prière tous les matins, et elle y était devenue amie avec un maraîcher qui était un habitant de M’zab. Dans cette nouvelle, l'auteure décrit les routes différentes qu’elle utilisait pour arriver à la zaouïa en décrivant les beaux paysages, les routes et les habitants. Isabelle Eberhardt parle d’Ahmed qui était musulman. Elle avait l’habitude de s’asseoir avec lui sous le porche de la zaouïa, de fumer et de lui parler à propos de ses pensées, ses doutes et ses séductions.
La troisième nouvelle est intitulée Portrait de l’Ouled Naïl. C’est l’histoire d’une femme, Achoura ben Saïd, qui est encore racontée au fond des gourbis bédouins. Achoura est issue de la race farouche des Chaouïyas de l’Aurès. Son histoire est une épopée d’amour arabe. Achoura était la fille d’un bûcheron. Elle a été mariée trop jeune et vivait une vie très triste et ennuyeuse en travaillant comme esclave. Elle fut ensuite répudiée, puis remarquée par Si Mohammed el Arbi dont le père était titulaire d’un aghalik, charge occupée par l’agha. Si Mohammed et Achoura sont tombés amoureux, mais en raison de la jalousie de Si Mohammed envers Achoura, leur histoire ne dura pas longtemps. Bien que Si Mohammed l'ait quittée et soit parti au village, Achoura ne l’oublia jamais et continua de l’aimer.

### Liste des œuvres selon la BnF
La BNF recense les œuvres d'Isabelle Eberhardt comme suit :
- Yasmina, 1902 (lire en ligne)
- Sud Oranais, 1905, J. Losfeld, Paris, 2003
- Isabelle Eberhardt (préf. Victor Barrucand), Notes de route : Maroc – Algérie – Tunisie, Paris, Charpentier et Fasquelle, 1908, 354 p. (lire en ligne). .
- Pages d'Islam, Fasquelle, 1932, préface de Victor Barrucand, lire en ligne, rééd. Grasset, 2018
- Trimardeur, 1922
- Dans l'ombre chaude de l'Islam, par Isabelle Eberhardt et Victor Barrucand, Fasquelle, 1921. lire en ligne
- Mes Journaliers, 1923
- Amara le forçat, l'Anarchiste, 1923
- Au Pays des sables (1re édition sous le titre Contes et souvenirs, 1925 ; 2e édition établie et préfacée par René-Louis Doyon à Paris chez Fernand Sorlot en 1944.Lire en ligne) ; et J. Losfeld, Paris, 2002
- Ses œuvres complètes ont été éditées à la fin des années 1980 :
  - Lettres et journaliers, présenté et commenté par Eglal Errera, Arles, éd. Actes Sud, 1987.
  - Écrits sur le sable, édité par Marie-Odile Delacour et Jean-René Huleu, Paris, éd. Grasset, 1988-1989. Dans la dune, extrait
- Une réédition de l'œuvre majeure datant de 2004 à l'occasion du centenaire de sa mort (21 oct. 1904) :
  - Journaliers, éditions Joëlle Losfeld
  - Amours nomades, éditions Joëlle Losfeld
  - Sud Oranais, éditions Joëlle Losfeld
- Rakhil, un roman inédit, La boite à documents, 1996.
- Écrits intimes, lettres aux trois hommes les plus aimés, Petite Bibliothèque Payot, 2003, 435 p.  Édition établie par Marie-Odile Delacour et Jean-René Huleu  (ISBN 978-2-228-89745-7)
- Note : Dans l'ombre chaude de l'Islam  a été réimprimé en 1908 avec des illustrations.

## Mentions

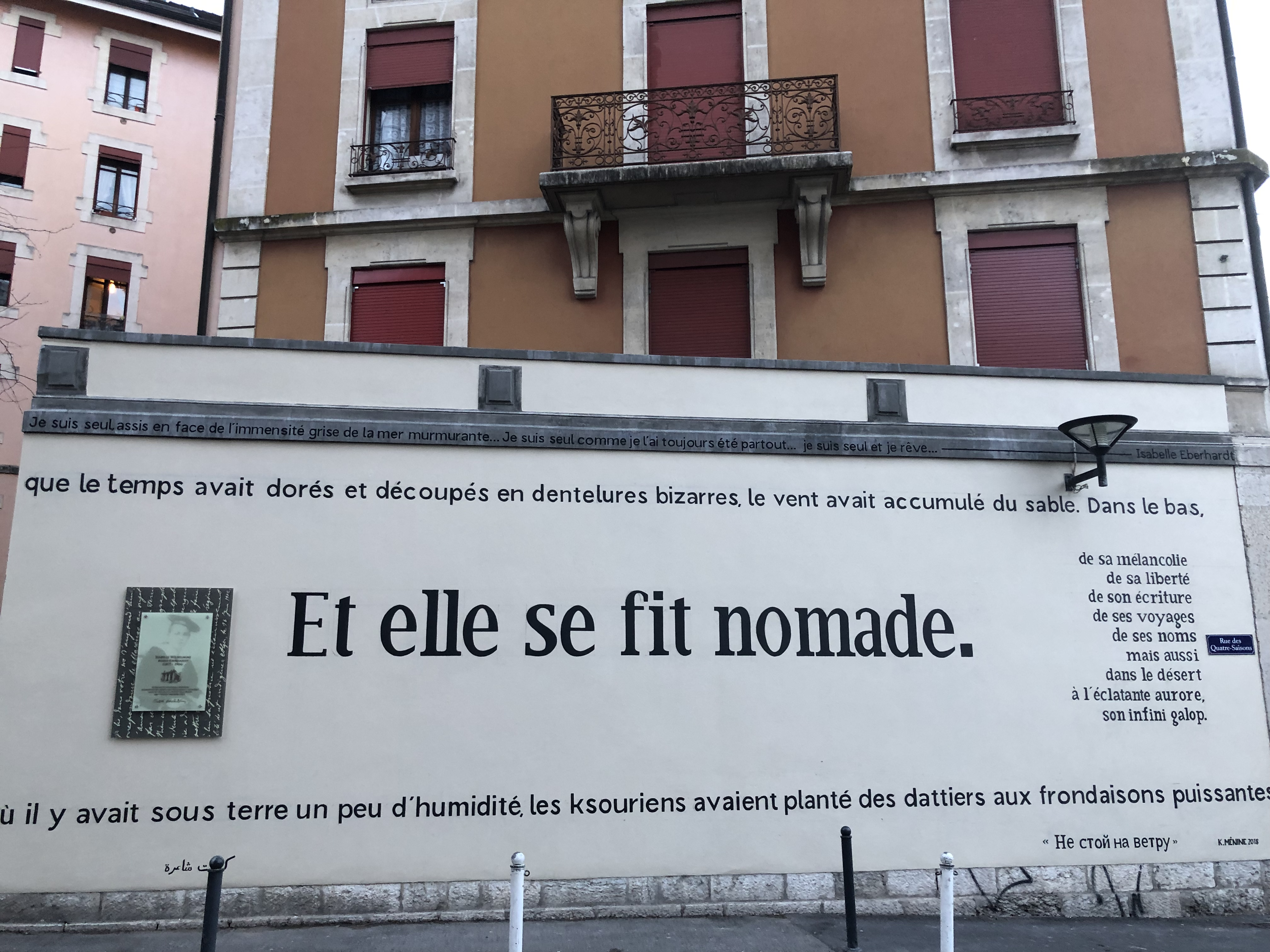
Mémorial en hommage à Isabelle Eberhard à Genève.

- Une rue de Genève porte son nom, dans le quartier des Grottes où elle est née[46].
- Le film Isabelle Eberhardt d'Ian Pringle (en), sorti en 1992, avec Mathilda May et Peter O'Toole, raconte sa vie.
- Le personnage d'Isabelle Eberhardt apparaît dans une bande dessinée de Jacques Ferrandez : Les fils du Sud, troisième volume de la série Carnets d'Orient, édité en 1992 (p. 34-37, 46, 51).
- Une pièces de théâtre, Isabelle aux 100 visages, écrite par Aurélie Namur, raconte son histoire. Cette pièce a été présentée au Festival Off d'Avignon en juillet 2015.
- Elle est brièvement évoquée par Simone de Beauvoir dans la quatrième partie de son essai le Deuxième Sexe[47].
- Une section des pelouses des jardins de l'Avenue-Foch (16e arrondissement de Paris) lui rend hommage (entre les nos 46 et 50 de l'avenue Foch)[48],[49].

### Ouvrages
- Roland Lebel, Études de littérature coloniale, Paris, Peyronnet, 1928, 221 p..
- Françoise d'Eaubonne, La Couronne de sable : Vie d'Isabelle Eberhardt, Paris, Flammarion, 1967.
- Annette Kobak, Mireille Davidovici et Édith Ochs, Isabelle Eberhardt: vie et mort d'une rebelle, 1877-1904, Calmann-Lévy, 1989 (ISBN 978-2-7021-1807-8).
- Marie-Odile Delacour et Jean-René Huleu, Sables : le roman de la vie d'Isabelle Eberhardt, Paris, Liana Levi, 1986, 306 p. (lire en ligne).
- Edmonde Charles-Roux, Un désir d'Orient : La jeunesse d'Isabelle Eberhardt, Paris, Grasset, 1988, 538 p. (lire en ligne).
- Edmonde,. Charles-Roux, Un désir d'Orient jeunesse d'Isabelle Eberhardt, 1877-1899, B. Grasset, 2001 (ISBN 9782246331827, OCLC 1330865420).
- Robert Randau, Isabelle Eberhardt : Notes et souvenirs, Paris, La Boîte à documents, 1989 (1re éd. 1945 par Edmond Charlot à Alger), 270 p. (lire en ligne)
- (en) Julia Ann Clancy-Smith, Rebel and saint : Muslim notables, populist protest, colonial encounters (Algeria and Tunisia, 1800-1904), University of California Press, 1994 (ISBN 978-0-520-92037-8, 0-520-92037-6 et 0-585-16224-7, OCLC 44965233, lire en ligne).
- Edmonde Charles-Roux, Nomade j'étais : Les années africaines d'Isabelle Eberhardt (1899-1904), Paris, Grasset, 1995, 586 p..
- Guy Dugas, Algérie : un rêve de fraternité, Paris, Omnibus, 1997, 1009 p..
- Catherine Sauvat (photogr. Jean-Luc Manaud), Isabelle Eberhardt ou le rêve du désert, Paris, Chêne, 2003, 167 p. (ISBN 2-84277-453-1 et 978-2-84277-453-0, OCLC 417564718).
- Leïla Sebbar (ill. Sébastien Pignon), Isabelle l'Algérien : un portrait d'Isabelle Eberhardt, Neuilly-sur-Seine, Al Manar, 2005, 80 p. (lire en ligne ). .
- Catherine Stoll-Simon, Si Mahmoud ou la renaissance d'Isabelle Eberhardt, Casablanca, Emina soleil, 2006, 143 p. (ISBN 9782914773058).
- Marie-Odile Delacour et Jean-René Huleu, Le voyage soufi d'Isabelle Eberhardt, Paris, Losfeld, 2008, 254 p. (ISBN 9782070787463).
- Isabelle Eberhardt : la suspecte, Paris, Alfabarre, 2008, 163 p..
- Ḥanān Mounib, Isabelle Eberhardt : la suspecte, Alfabarre éd. et web, 2008 (ISBN 978-2-35759-001-4 et 2-35759-001-7, OCLC 471831480).
- Patricia Bourcillier, Isabelle Eberhardt, Flying Publisher, 2012, 288 p. (lire en ligne [PDF]).
- Latifa Benjelloun-Laroui (bibliothécaire marocaine), « Eberhardt Isabelle », dans Les Voyageuses occidentales au Maroc : 1860-1956, Casablanca, La Croisée des chemins, 2014, 261 p. (ISBN 9789954104552 et 9954104550, OCLC 882200317), p. 168-174.
- Tiffany Tavernier, Isabelle Eberhardt : un destin dans l'islam, Paris, Tallandier, 2016, 379 p. (ISBN 979-10-210-1880-8). .
- Zoulikha Sadaoui, Un témoin de l'Histoire : "L'Akhbar", doyen des journaux algériens de la colonisation : (1839-1897), (1902-1934), Paris, Université Paris-Panthéon-Assas (Paris 2), 1992 (présentation en ligne). thèse de doctorat en Sciences de l'information
- (en) Robert Aldrich, Greater France : a history of French overseas expansion, St. Martin's Press, 1996 (ISBN 0-312-15999-4, 978-0-312-15999-3 et 0-312-16000-3, OCLC 35008298).
- (en) William Bayer, Visions of Isabelle, Delacorte Press, 1976 (ISBN 0-440-09315-5 et 978-0-440-09315-2, OCLC 1694021).

### Articles
- Paul Vigné d'Octon, « La "Louise Michel" du Sahara : Isabelle Eberhardt, sa vie et son œuvre (1877-1904) », La Revue anarchiste, no 7,‎ juillet 1922, p.42 (lire en ligne). .
- Denise Brahimi, « Le voyage sans retour », Études françaises, vol. 26, no 1,‎ printemps 1990, p. 59-68 (lire en ligne).
- Leila Louise Hadouche Dris, « L'œuvre algérienne d’Isabelle Eberhardt, une écriture à revisiter », Insaniyat, Oran, CRASC, no 46,‎ 2009 (lire en ligne, consulté le 20 février 2015)..
- Sylvie Savary, « Russe, Genevoise, ou Algérienne? », Passé simple, no 70,‎ décembre 2021, p. 3-13..
- Guri Ellen Barstad, « Isabelle Eberhardt ou l'invention de soi », Romansk Forum,‎ août 2022, p. 265-269 (lire en ligne [PDF]). .
- (en) Hedi Abdel-Jaouad, « Isabelle Eberhardt: Portrait of the Artist as a Young Nomad », Yale French Studies, no 83,‎ 1993, p. 93–117 (ISSN 0044-0078, DOI 10.2307/2930089, lire en ligne, consulté le 6 avril 2023).
- (en) Masha Belenky, « Nomadic Encounters: Leïla Sebbar Writes Isabelle Eberhardt », Dalhousie French Studies, vol. 96,‎ 2011, p. 93–105 (ISSN 0711-8813, lire en ligne, consulté le 6 avril 2023).

### Cinéma
- 1991 : Isabelle Eberhardt de Ian Pringle (en)